# Danh sách vô địch đôi nam nữ Úc Mở rộng
Dưới đây là danh sách các vận động viên quần vợt đoạt chức vô địch nội dung đôi nam nữ giải Úc Mở rộng.
| Năm                   | Vô địch                                                            | Hạng nhì                                                           | Tỷ số                                          |
| 1922                  | Esna Boyd Robertson Jack Hawkes                                    | Gwen Utz Harold Utz                                                | 6–1, 6–1                                       |
| 1923                  | Sylvia Lance Harper Horace Rice                                    | Margaret Molesworth Bert St. John                                  | 2–6, 6–4, 6–4                                  |
| 1924                  | Daphne Akhurst Cozens Jim Willard                                  | Esna Boyd Robertson Garton Hone                                    | 6–3, 6–4                                       |
| 1925                  | Daphne Akhurst Cozens Jim Willard                                  | Sylvia Lance Harper Richard Schlesinger                            | 6–4, 6–4                                       |
| 1926                  | Esna Boyd Robertson Jack Hawkes                                    | Daphne Akhurst Cozens Jim Willard                                  | 6–2, 6–4                                       |
| 1927                  | Esna Boyd Robertson John Hawkes                                    | Youtha Anthony Jim Willard                                         | 6–1, 6–3                                       |
| 1928                  | Daphne Akhurst Cozens Jean Borotra                                 | Esna Boyd Robertson John Hawkes                                    | default                                        |
| 1929                  | Daphne Akhurst Cozens Edgar Moon                                   | Marjorie Cox Crawford Jack Crawford                                | 6–0, 7–5                                       |
| 1930                  | Nell Hall Hopman Harry Hopman                                      | Marjorie Cox Crawford Jack Crawford                                | 11–9, 3–6, 6–3                                 |
| 1931                  | Marjorie Cox Crawford Jack Crawford                                | Emily Hood Westacott Aubrey Willard                                | 7–5, 6–4                                       |
| 1932                  | Marjorie Cox Crawford Jack Crawford                                | Meryl O'Hara Wood Jiro Satoh                                       | 6–8, 8–6, 6–3                                  |
| 1933                  | Marjorie Cox Crawford Jack Crawford                                | Marjorie Gladman Van Ryn Ellsworth Vines                           | 3–6, 7–5, 13–11                                |
| 1934                  | Joan Hartigan Bathurst Edgar Moon                                  | Emily Hood Westacott Roy Dunlop                                    | 6–3, 6–4                                       |
| 1935                  | Louise Bickerton Christian Boussus                                 | Birdie Bond Vernon Kirby                                           | 1–6, 6–3, 6–3                                  |
| 1936                  | Nell Hall Hopman Harry Hopman                                      | May Blick Abe Kay                                                  | 6–2, 6–0                                       |
| 1937                  | Nell Hall Hopman Harry Hopman                                      | Dorothy Stevenson Don Turnbull                                     | 3–6, 6–3, 6–2                                  |
| 1938                  | Margaret Wilson John Bromwich                                      | Nancye Wynne Bolton Colin Long                                     | 6–3, 6–2                                       |
| 1939                  | Nell Hall Hopman Harry Hopman                                      | Margaret Wilson John Bromwich                                      | 6–8, 6–2, 6–3                                  |
| 1940                  | Nancye Wynne Bolton Colin Long                                     | Nell Hall Hopman Harry Hopman                                      | 7–5, 2–6, 6–4                                  |
| 1941                  | Không tổ chức (do Thế chiến II)                                    | Không tổ chức (do Thế chiến II)                                    | Không tổ chức (do Thế chiến II)                |
| 1942                  | Không tổ chức (do Thế chiến II)                                    | Không tổ chức (do Thế chiến II)                                    | Không tổ chức (do Thế chiến II)                |
| 1943                  | Không tổ chức (do Thế chiến II)                                    | Không tổ chức (do Thế chiến II)                                    | Không tổ chức (do Thế chiến II)                |
| 1944                  | Không tổ chức (do Thế chiến II)                                    | Không tổ chức (do Thế chiến II)                                    | Không tổ chức (do Thế chiến II)                |
| 1945                  | Không tổ chức (do Thế chiến II)                                    | Không tổ chức (do Thế chiến II)                                    | Không tổ chức (do Thế chiến II)                |
| 1946                  | Nancye Wynne Bolton Colin Long                                     | Joyce Fitch John Bromwich                                          | 6–0, 6–4                                       |
| 1947                  | Nancye Wynne Bolton Colin Long                                     | Joyce Fitch John Bromwich                                          | 6–3, 6–3                                       |
| 1948                  | Nancye Wynne Bolton Colin Long                                     | Thelma Coyne Long Bill Sidwell                                     | 7–5, 4–6, 8–6                                  |
| 1949                  | Doris Hart Frank Sedgman                                           | Joyce Fitch John Bromwich                                          | 6–1, 5–7, 12–10                                |
| 1950                  | Doris Hart Frank Sedgman                                           | Joyce Fitch Eric Sturgess                                          | 8–6, 6–4                                       |
| 1951                  | Thelma Coyne Long George Worthington                               | Clare Proctor Jack May                                             | 6–4, 3–6, 6–2                                  |
| 1952                  | Thelma Coyne Long George Worthington                               | Gwen Thiele Tom Warhurst                                           | 9–7, 7–5                                       |
| 1953                  | Julia Sampson Hayward Rex Hartwig                                  | Maureen Connolly Ham Richardson                                    | 6–4, 6–3                                       |
| 1954                  | Thelma Coyne Long Rex Hartwig                                      | Beryl Penrose John Bromwich                                        | 4–6, 6–1, 6–2                                  |
| 1955                  | Thelma Coyne Long George Worthington                               | Jenny Staley Lew Hoad                                              | 6–2, 6–1                                       |
| 1956                  | Beryl Penrose Neale Fraser                                         | Mary Bevis Hawton Roy Emerson                                      | 6–2, 6–4                                       |
| 1957                  | Fay Muller Mal Anderson                                            | Jill Langley Billy Knight                                          | 7–5, 3–6, 6–1                                  |
| 1958                  | Mary Bevis Hawton Bob Howe                                         | Angela Mortimer Barrett Peter Newman                               | 9–11, 6–1, 6–2                                 |
| 1959                  | Sandra Reynolds Price Bob Mark                                     | Renée Schuurman Rod Laver                                          | 4–6, 13–11, 6–1                                |
| 1960                  | Jan Lehane O'Neill Trevor Fancutt                                  | Christine Truman Martin Mulligan                                   | 6–2, 7–5                                       |
| 1961                  | Jan Lehane O'Neill Bob Hewitt                                      | Mary Carter Reitano John Pearce                                    | 9–7, 6–2                                       |
| 1962                  | Lesley Turner Bowrey Fred Stolle                                   | Darlene Hard Roger Taylor                                          | 6–3, 9–7                                       |
| 1963                  | Margaret Smith Court Ken Fletcher                                  | Lesley Turner Bowrey Fred Stolle                                   | 7–5, 5–7, 6–4                                  |
| 1964                  | Margaret Smith Court Ken Fletcher                                  | Jan Lehane O'Neill Mike Sangster                                   | 6–3, 6–2                                       |
| 1965                  | Robyn Ebbern Owen Davidson và Margaret Smith Court John Newcombe   | Robyn Ebbern Owen Davidson và Margaret Smith Court John Newcombe   | Không tổ chức chung kết, hai đội đồng vô địch. |
| 1966                  | Judy Tegart Dalton Tony Roche                                      | Robyn Ebbern Bill Bowrey                                           | 6–1, 6–3                                       |
| 1967                  | Lesley Turner Bowrey Owen Davidson                                 | Judy Tegart Dalton Tony Roche                                      | 9–7, 6–4                                       |
| 1968                  | Billie Jean King Dick Crealy                                       | Margaret Smith Court Allan Stone                                   | walkover                                       |
| ↓ Kỷ nguyên Mở rộng ↓ |                                                                    |                                                                    |                                                |
| 1969                  | Margaret Smith Court Marty Riessen và Ann Haydon-Jones Fred Stolle | Margaret Smith Court Marty Riessen và Ann Haydon-Jones Fred Stolle | Không tổ chức chung kết, hai đội đồng vô địch. |
| 1970                  | Không tổ chức                                                      | Không tổ chức                                                      | Không tổ chức                                  |
| 1971                  | Không tổ chức                                                      | Không tổ chức                                                      | Không tổ chức                                  |
| 1972                  | Không tổ chức                                                      | Không tổ chức                                                      | Không tổ chức                                  |
| 1973                  | Không tổ chức                                                      | Không tổ chức                                                      | Không tổ chức                                  |
| 1974                  | Không tổ chức                                                      | Không tổ chức                                                      | Không tổ chức                                  |
| 1975                  | Không tổ chức                                                      | Không tổ chức                                                      | Không tổ chức                                  |
| 1976                  | Không tổ chức                                                      | Không tổ chức                                                      | Không tổ chức                                  |
| 1977                  | Không tổ chức                                                      | Không tổ chức                                                      | Không tổ chức                                  |
| 1978                  | Không tổ chức                                                      | Không tổ chức                                                      | Không tổ chức                                  |
| 1979                  | Không tổ chức                                                      | Không tổ chức                                                      | Không tổ chức                                  |
| 1980                  | Không tổ chức                                                      | Không tổ chức                                                      | Không tổ chức                                  |
| 1981                  | Không tổ chức                                                      | Không tổ chức                                                      | Không tổ chức                                  |
| 1982                  | Không tổ chức                                                      | Không tổ chức                                                      | Không tổ chức                                  |
| 1983                  | Không tổ chức                                                      | Không tổ chức                                                      | Không tổ chức                                  |
| 1984                  | Không tổ chức                                                      | Không tổ chức                                                      | Không tổ chức                                  |
| 1985                  | Không tổ chức                                                      | Không tổ chức                                                      | Không tổ chức                                  |
| 1986                  | Không tổ chức                                                      | Không tổ chức                                                      | Không tổ chức                                  |
| 1987                  | Zina Garrison Sherwood Stewart                                     | Anne Hobbs Andrew Castle                                           | 3–6, 7–6(7–5), 6–3                             |
| 1988                  | Jana Novotná Jim Pugh                                              | Martina Navratilova Tim Gullikson                                  | 5–7, 6–2, 6–4                                  |
| 1989                  | Jana Novotná Jim Pugh                                              | Zina Garrison Sherwood Stewart                                     | 6–3, 6–4                                       |
| 1990                  | Natalia Zvereva Jim Pugh                                           | Zina Garrison Rick Leach                                           | 4–6, 6–2, 6–3                                  |
| 1991                  | Jo Durie Jeremy Bates                                              | Robin White Scott Davis                                            | 2–6, 6–4, 6–4                                  |
| 1992                  | Nicole Provis Mark Woodforde                                       | Arantxa Sánchez Vicario Todd Woodbridge                            | 6–3, 4–6, 11–9                                 |
| 1993                  | Arantxa Sánchez Vicario Todd Woodbridge                            | Zina Garrison Jackson Rick Leach                                   | 7–5, 6–4                                       |
| 1994                  | Larisa Savchenko Neiland Andrei Olhovskiy                          | Helena Suková Todd Woodbridge                                      | 7–5, 6–7(7–9), 6–2                             |
| 1995                  | Natalia Zvereva Rick Leach                                         | Gigi Fernández Cyril Suk                                           | 7–6(7–4), 6–7(3–7), 6–4                        |
| 1996                  | Larisa Savchenko Neiland Mark Woodforde                            | Nicole Arendt Luke Jensen                                          | 4–6, 7–5, 6–0                                  |
| 1997                  | Manon Bollegraf Rick Leach                                         | Larisa Savchenko Neiland John–Laffnie de Jager                     | 6–3, 6–7(5–7), 7–5                             |
| 1998                  | Venus Williams Justin Gimelstob                                    | Helena Suková Cyril Suk                                            | 6–2, 6–1                                       |
| 1999                  | Mariaan de Swardt David Adams                                      | Serena Williams Max Mirnyi                                         | 6–4, 4–6, 7–6(7–5)                             |
| 2000                  | Rennae Stubbs Jared Palmer                                         | Arantxa Sánchez Vicario Todd Woodbridge                            | 7–5, 7–6(7–3)                                  |
| 2001                  | Corina Morariu Ellis Ferreira                                      | Barbara Schett Joshua Eagle                                        | 6–1, 6–3                                       |
| 2002                  | Daniela Hantuchová Kevin Ullyett                                   | Paola Suárez Gastón Etlis                                          | 6–3, 6–2                                       |
| 2003                  | Martina Navratilova Leander Paes                                   | Eleni Daniilidou Todd Woodbridge                                   | 6–4, 7–5                                       |
| 2004                  | Elena Bovina Nenad Zimonjić                                        | Martina Navratilova Leander Paes                                   | 6–1, 7–6(7–3)                                  |
| 2005                  | Samantha Stosur Scott Draper                                       | Liezel Huber Kevin Ullyett                                         | 6–2, 2–6, 7–6(8–6)                             |
| 2006                  | Martina Hingis Mahesh Bhupathi                                     | Elena Likhovtseva Daniel Nestor                                    | 6–3, 6–3                                       |
| 2007                  | Elena Likhovtseva Daniel Nestor                                    | Victoria Azarenka Max Mirnyi                                       | 6–4, 6–4                                       |
| 2008                  | Tôn Điềm Điềm Nenad Zimonjić                                       | Sania Mirza Mahesh Bhupathi                                        | 7–6(7–4), 6–4                                  |
| 2009                  | Sania Mirza Mahesh Bhupathi                                        | Nathalie Dechy Andy Ram                                            | 6–3, 6–1                                       |
| 2010                  | Cara Black Leander Paes                                            | Ekaterina Makarova Jaroslav Levinský                               | 7–5, 6–3                                       |
| 2011                  | Katarina Srebotnik Daniel Nestor                                   | Chiêm Vịnh Nhiên Paul Hanley                                       | 6–3, 3–6, [10–7]                               |
| 2012                  | Bethanie Mattek-Sands Horia Tecău                                  | Elena Vesnina Leander Paes                                         | 6–3, 5–7, [10–3]                               |
| 2013                  | Jarmila Gajdošová Matthew Ebden                                    | Lucie Hradecká František Čermák                                    | 6–3, 7–5                                       |
| 2014                  | Kristina Mladenovic Daniel Nestor                                  | Sania Mirza Horia Tecău                                            | 6–3, 6–2                                       |
| 2015                  | Martina Hingis Leander Paes                                        | Kristina Mladenovic Daniel Nestor                                  | 6–4, 6–3                                       |
| 2016                  | Elena Vesnina Bruno Soares                                         | Coco Vandeweghe Horia Tecău                                        | 6–4, 4–6, [10–5]                               |
| 2017                  | Abigail Spears Juan Sebastián Cabal                                | Sania Mirza Ivan Dodig                                             | 6–2, 6–4                                       |
| 2018                  | Gabriela Dabrowski Mate Pavić                                      | Tímea Babos Rohan Bopanna                                          | 2–6, 6–4, [11–9]                               |
| 2019                  | Barbora Krejčíková Rajeev Ram                                      | Astra Sharma John-Patrick Smith                                    | 7–6(7–3), 6–1                                  |
| 2020                  | Barbora Krejčíková Nikola Mektić                                   | Bethanie Mattek-Sands Jamie Murray                                 | 5–7, 6–4, [10–1]                               |
| 2021                  | Barbora Krejčíková Rajeev Ram                                      | Samantha Stosur Matthew Ebden                                      | 6–2, 6–1                                       |
| 2022                  | Kristina Mladenovic Ivan Dodig                                     | Jaimee Fourlis Jason Kubler                                        | 6–3, 6–4                                       |
| 2023                  | Luisa Stefani Rafael Matos                                         | Sania Mirza Rohan Bopanna                                          | 7–6(7–2), 6–2                                  |
| 2024                  | Tạ Thục Vi Jan Zieliński                                           | Desirae Krawczyk Neal Skupski                                      | 6–7(5–7), 6–4, [11–9]                          |
| 2025                  | Olivia Gadecki John Peers                                          | Kimberly Birrell John-Patrick Smith                                | 3–6, 6–4, [10–6]                               |